# Бернат, Ян
Ян Бернат (словац. Ján Bernát; родился 10 января 2001, Прешов) — словацкий футболист, полузащитник клуба «Вестерло», выступающий на правах аренды за клуб ДАК 1904.

## Клубная карьера
Уроженец Прешова, Ян выступал за молодёжную команду местного клуба «Татран». В 2016 году стал игроком академии клуба «Жилина».
27 февраля 2019 года подписал свой первый профессиональный контракт с клубом, рассчитанный до 2022 года. 2 марта 2019 года дебютировал в основном составе «Жилины» в матче Фортуна-лиги (высшего дивизиона чемпионата Словакии) против клуба «ВиОн (Злате-Моравце)». 20 июля 2019 года забил свой первый гол за «Жилину» в матче чемпионата против «Земплина». 17 августа 2019 года сделал свой первый «дубль» в матче чемпионата против «Нитры».

## Карьера в сборной
Выступал за сборные Словакии до 17 и до 21 года.